# Vattacukor

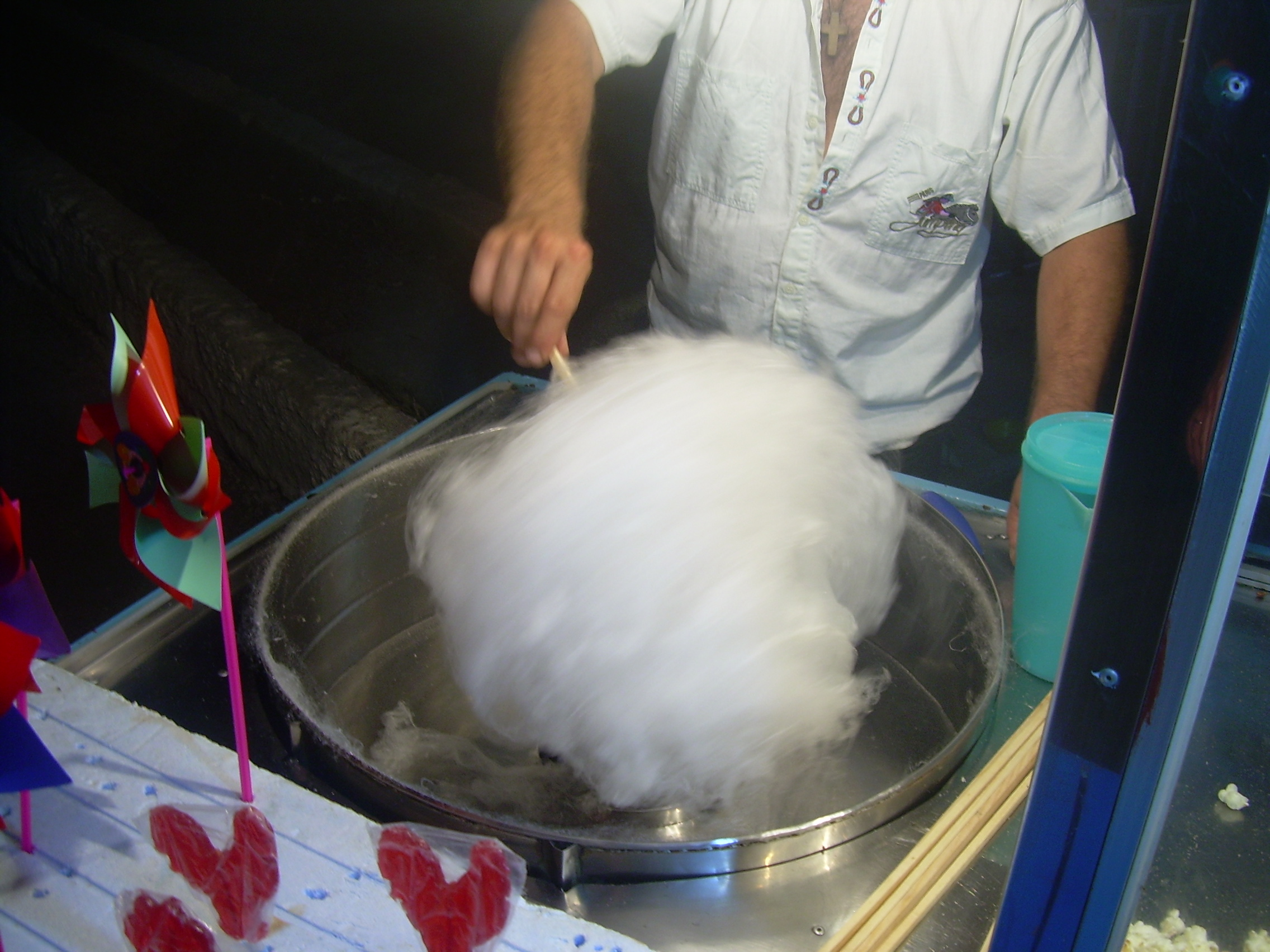
Vattacukor készítése

A vattacukor a fonott cukrok egyik fajtája. Mivel többnyire légiesen könnyű, ezért általában nagy adagokban kínálják. A vattacukor gyakran kapható vásárokon, vagy cirkuszok mozgóárusainál. Élelmiszer színezőanyag használatával megváltoztatható a természetes fehér színe. Egy tipikus hurkapálcára felfonott adag legalább 25-30 gramm, és körülbelül 100-115 kilokalóriát tartalmaz. Néha kapható átlátszó dobozos kiszerelésben is.
Hasonló édesség a perzsa pasmak, és a török pişmaniye, bár az utóbbi a cukor mellett lisztet is tartalmaz.

## Története
A vattacukorról szóló első feljegyzés a 18. század közepén készült. Abban az időben a fonott cukor drága volt. Az előállítása munkaigényesnek számított, így az átlagemberek számára általában nem volt elérhető. Az első vattacukorfonó-gépet 1897-ben William Morrison és John C. Wharton találta fel. A széles közönség viszont csak 1904-es világkiállításon találkozhatott először vele, ahol nagy sikert aratott és 68 655 adagot adtak el az akkori árakon számolva is magas, 0,25 $-os ár mellett. Ez az összeg fele volt a vásári belépő árának.
Az Egyesült Államokban december 7-én ünneplik a Nemzeti Vattacukor Napot.

## Előállítása

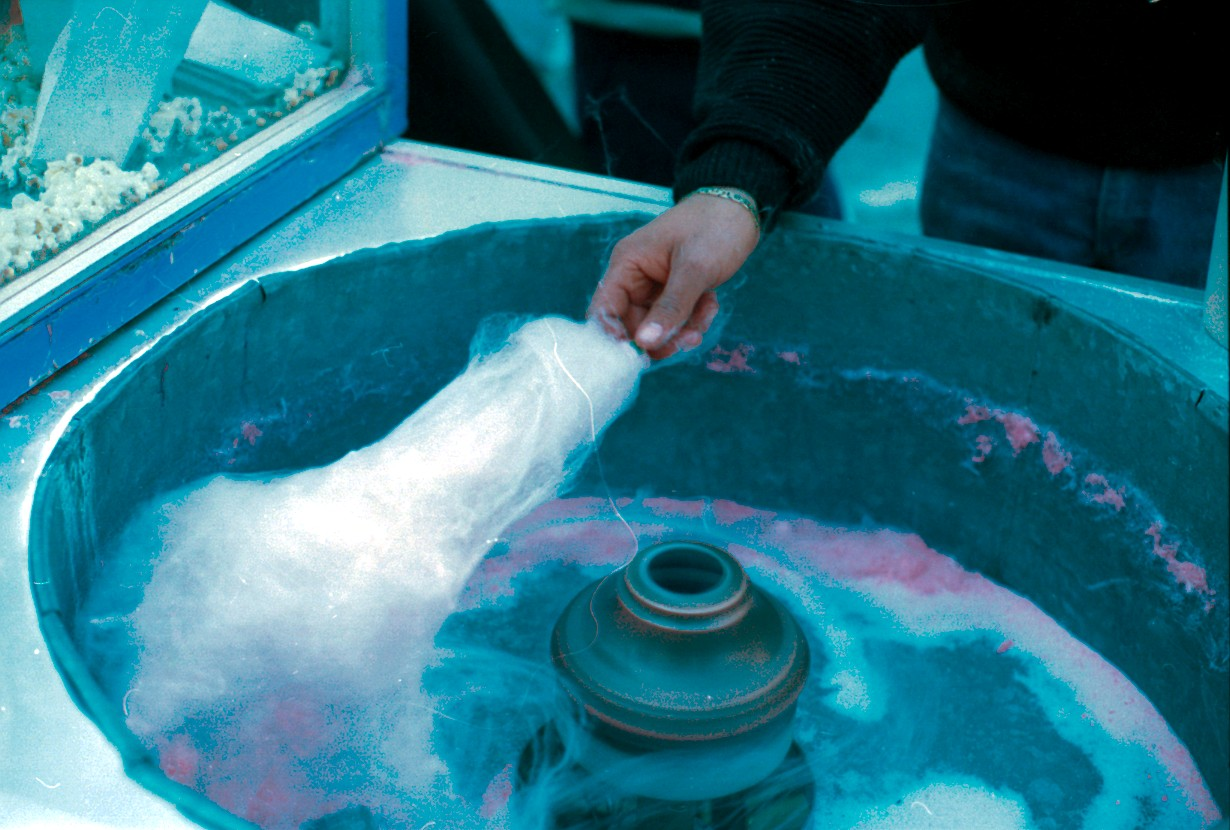
Vattacukorfonó-gép

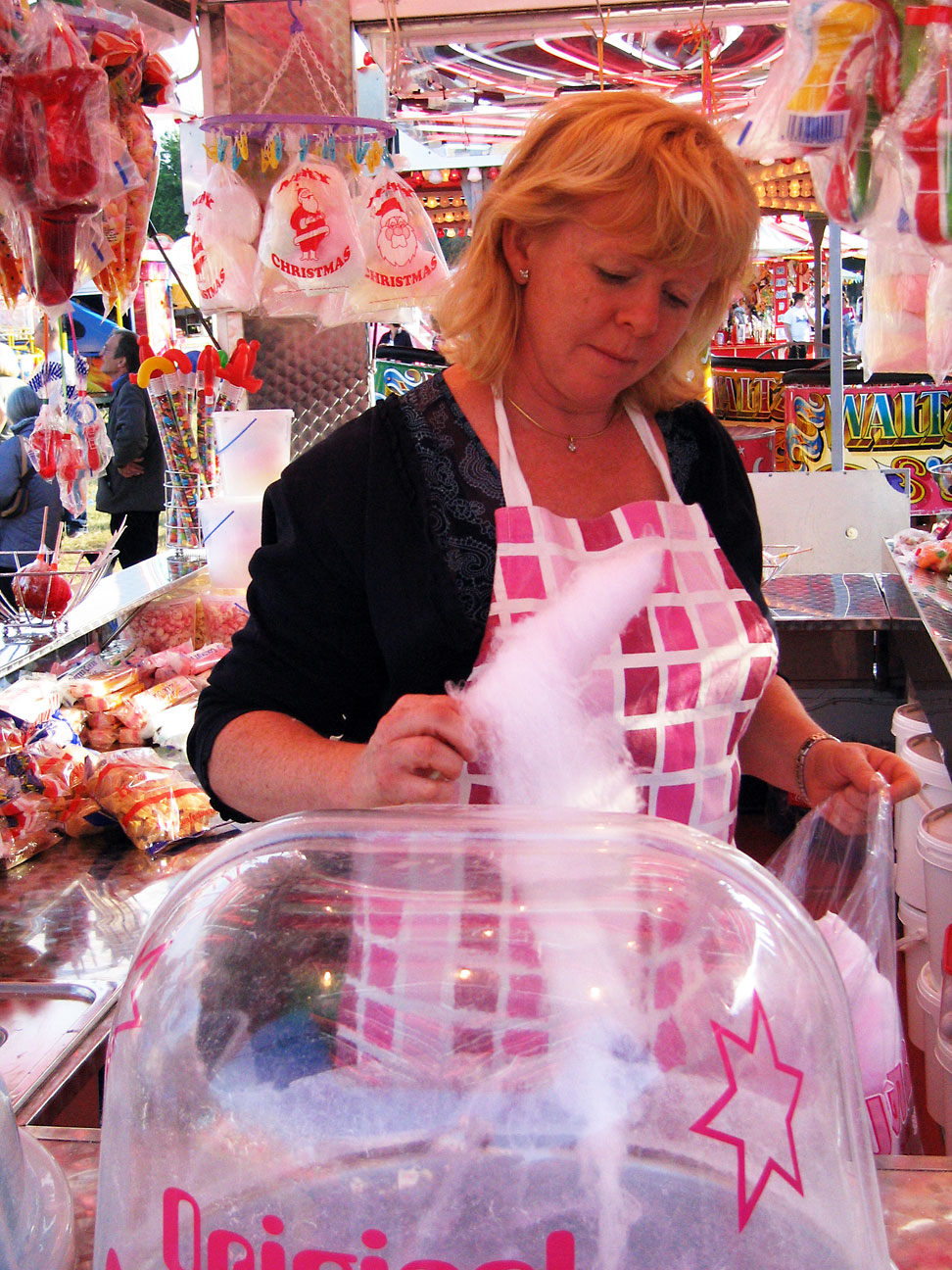
Vattacukorfonás és csomagolás

Egy tipikus vattacukorfonó-gép egy forgó fejet tartalmaz, melyben egy cukortartó tálka található. Ebbe öntik bele a kristálycukrot, vagy színesített cukrot (élelmiszer színezőanyaggal színezett cukor). Fűtőberendezéssel hevítik a forgó fej peremét. Az olvadt cukor a centrifugális erő hatására kilép a fej apró, perforált lyukain. A vattacukor előállításához gyakran a fejen található apró lyukakhoz és fűtőberendezéshez optimalizált színezett cukrot adagolnak. Ugyanis a túl finom kristályok olvadás nélkül kirepülnek a lyukon, míg a nagy méretű cukorkristályok túl nagyok ahhoz, hogy megfelelő módon felmelegedjenek, így lassítják a vattacukor fonását.
Az olvadt cukor kilépve a lyukakon a hidegebb levegővel érintkezve megszilárdul, és lehullva vattacsomószerűen összerendeződve felgyűlik a forgófejet teljesen körülvevő gyűjtőtálban. A vattacukorfonó-gép kezelője első lépésben addig vár, amíg a gép kellően felhevül és a fonásra alkalmas vattacukor kezd lerakódni a gyűjtőtál belső falán. Ekkor a kezelő a kezében tartott, egy irányba forgatott és a forgófej körül kúp alakban mozgatott hurkapálcára összegyűjti, felfonja a levegőben kavargó, de még csomóba nem rendeződött vattacukrot. Mikor a cukortartó tál kiürül, a gépkezelő újratölti. Az így előállított termék érzékeny a nedvességre. A párás nyári helyszíneken előfordul, hogy a vattacukor állaga emiatt csomós és ragadós lesz.
A vattacukor gyártásában modernizált újdonságnak számítanak a vattacukor automaták, amelyek automatikusan készítenek egy-egy adag vattacukrot. Ezekkel leggyakrabban az Egyesült Királyságban és Tajvanon, találkozhatunk, ahol dobozokba csomagolva, vagy világító, illetve villogó pálcákra fonva árulják.

## Textúrája

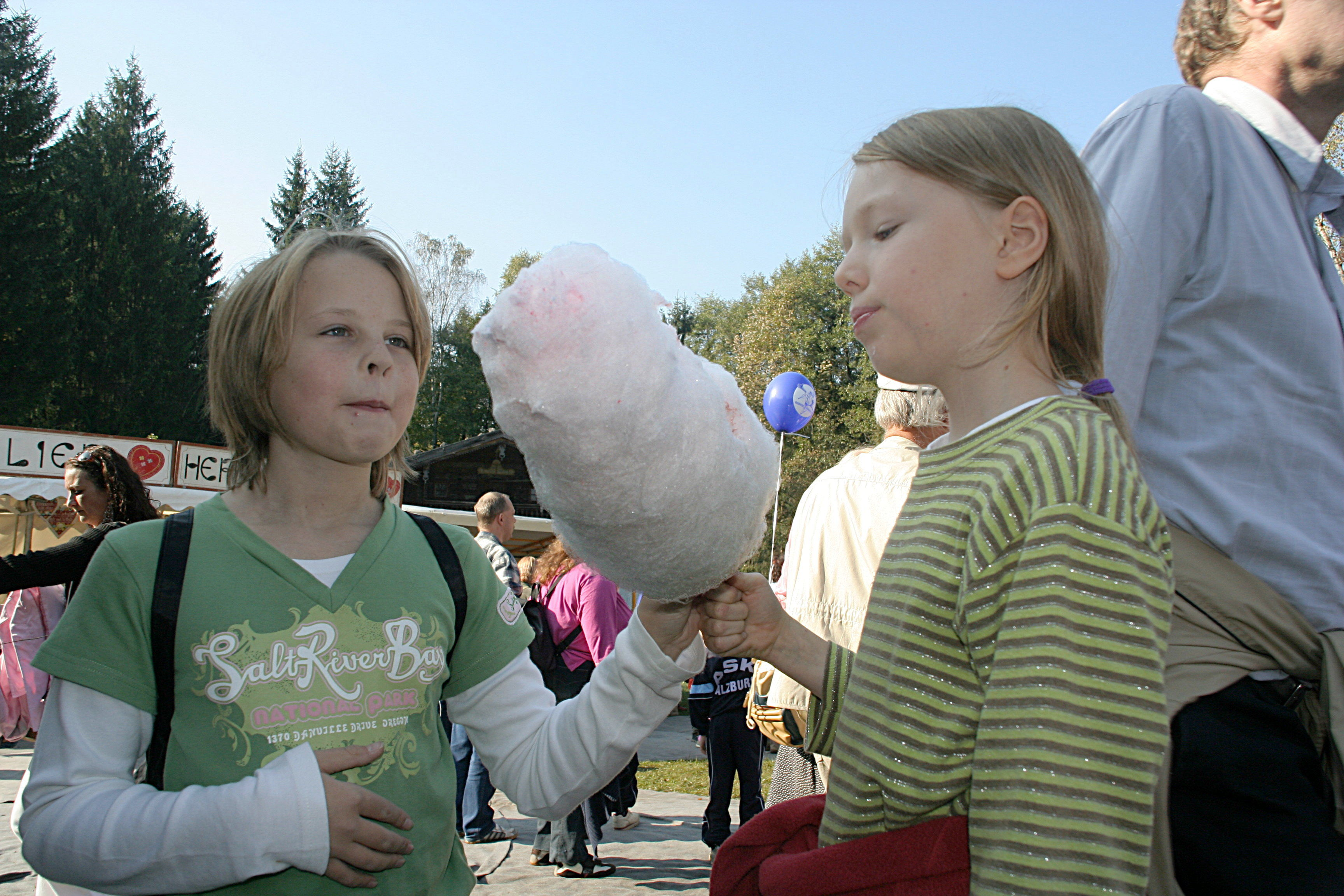
Célközönség.

Ragadós és édes, hamar feloldódik a szájban (amorf jellege miatt). Gyapjú tapintású. A gép által felhevített cukor intenzív cukor illatú, de ezen kívül nincs különösebb aromája. Lágy és puha, amikor száraz. Nedvességgel érintkezve ragacsos és csomós lesz. Mivel a cukor higroszkópos tulajdonságú, és nagyon nagy felülettel rendelkezik, ezért egyre durvább, keményebb, tömörebb és általában kevésbé „pelyhesebb” ahogyan egyre több ideig érintkezik a szabad levegővel.

## Fordítás
Ez a szócikk részben vagy egészben  a   Cotton candy című angol Wikipédia-szócikk fordításán alapul.  Az eredeti cikk szerkesztőit annak laptörténete sorolja fel. Ez a jelzés csupán a megfogalmazás eredetét és a szerzői jogokat jelzi, nem szolgál a cikkben szereplő információk forrásmegjelöléseként.